# اورلاندو سیلوا
اورلاندو سیلوا (اسپانیایی: Orlando Silva‎؛ زادهٔ ۲۹ آوریل ۱۹۲۹ - درگذشته نامشخص) بازیکن بسکتبال اهل شیلی بود. وی در بازی‌های المپیک تابستانی ۱۹۵۲ و ۱۹۵۶ شرکت کرده‌است.